# Portfólio
Portfólio, portfolio, portifólio (português brasileiro) ou portefólio, porta-fólio (português europeu) é uma lista de trabalhos de um profissional, empresa ou estudante, no caso de ambientes educacionais.
O portfólio é uma coleção de todo o trabalho em andamento na organização relacionado com o alcance dos objetivos do negócio. Toda organização tem um portfólio, mesmo que não reconheça especificamente. Consiste nos trabalhos que estão em andamento na empresa, estejam estes trabalhos relacionados de alguma forma entre si ou não. Algumas organizações tem portfólios separados por departamentos, divisões ou unidades de negócio. Em última instância, deve haver um portfólio abrangente para a organização como um todo.
Sobre os projetos de um portfólio, espera-se algum tipo de retorno efetivo. Classes de portfólio como um conjunto de aplicações no mercado de ações (portfólio de investimentos), projetos exploratórios de empresas de petróleo (portfólio exploratório), imóveis (portfólio de bens) ou um portfólio de quadros e fotografias, são montados esperando-se um tipo de rendimento. Das três primeiras classes acima, o retorno é facilmente identificado como um retorno econômico. Já a última classe, além de venda de uma pintura ou fotografia, pode-se considerar um retorno intangível, aquele medido de forma indireta, tais como no campo social, de divulgação de uma imagem ou estilo pessoal.

## Arte, fotografia,design, publicidade e jornalismo
O portfólio pode também ser considerado um material acumulado pelo desenvolvimento de um conjunto de ações de sucesso voltado ao melhor resultado de uma pesquisa ou de um trabalho. São situações interpessoais, que individualmente agregam valores ao processo através de experiência desenvolvida dentro de um determinado período de tempo, por uma análise contínua durante a evolução de um projeto, identificando possíveis e potenciais problemas que possam ocorrer no decorrer do processo. 
Um artista, fotógrafo, arquiteto, publicitário, jornalista, designer ou modelo de moda pode apresentar um portfólio de seus trabalhos realizados até aquele momento, visando conquistar novos trabalhos. Neste caso, consiste de um conjunto de fotografias, projetos arquitetônicos, gravações, recortes de jornais e revistas, peças produzidas e/ou outros registros da vida laboral.

## Economia e finanças
Um portfólio de aplicações financeiras é uma coleção de investimentos mantida por uma instituição ou indivíduo. Manter um portfólio de aplicações faz parte de uma estratégia de diversificação, com o intuito de diminuir riscos.

## Educação
O uso de portfólios na educação constitui uma estratégia que tem procurado corresponder às necessidades de aprofundar o conhecimento sobre a relação ensino-aprendizagem, de modo a assegurar-lhe, a cada vez, melhor compreensão e mais elevados índices de qualidade.
Tem-se desenvolvido esforços no sentido de uma melhor compreensão das implicações positivas que possam decorrer da sua utilização como estratégia de formação, de investigação, de avaliação e ainda como estratégia de investigação ao serviço da qualidade da formação.
Ao realizar-se, vai existir uma estimulação quer ao nível reflexivo, quer ao nível da conscientização das pessoas que os realizam.
O portfólio apresenta múltiplos aspectos e dimensões da aprendizagem, enquanto construção de conhecimentos e, desta, enquanto condição de desenvolvimento pessoal e profissional dos participantes. Assim, com o aprofundamento e a apreciação das perspectivas educacionais, esta estratégia não apenas vai contribuir para uma estruturação inter-pessoal do conhecimento, como também vai facilitar, se desenvolvida ao longo de um período de tempo, a compreensão dos processos de ensino-aprendizagem. Através do uso do portfólio, podem-se tornar reconhecíveis, quer a natureza, quer a importância das relações interpessoais desenvolvidas nos processos de ensino-aprendizagem.
Como principal evidência do uso do portfólio podem referir-se:
- Promover o desenvolvimento reflexivo dos participantes;
- Estimular o processo de enriquecimento conceitual, através do recurso às múltiplas fontes de conhecimento em presença;
- Fundamentar os processos de reflexão para, na, e sobre a ação, quer na dimensão pessoal, quer profissional;
- Garantir mecanismos de aprofundamento conceptual continuado, através do relacionamento em feedback entre membros das comunidades de aprendizagem;
- Estimular a originalidade e criatividade individuais no que se refere aos processos de intervenção educativa, aos processos de reflexão sobre ela e à sua explicação, através de vários tipos de narrativa;
- Contribuir para a construção personalizada do conhecimento para, em e sobre a ação, reconhecer-lhe a natureza dinâmica, flexível, estratégica e contextual;
- Facilitar os processos de auto e hetero-avaliação, através da compreensão atempada dos processos.

Segundo Villas Boas "o portfólio é um procedimento de avaliação que permite aos alunos participar da formulação dos objetivos de sua aprendizagem e avaliar seu progresso. Eles são, portanto, participantes ativos da avaliação, selecionando as melhores amostras de seu trabalho para incluí-las no portfólio". (Currículo e avaliação - Indagações sobre Currículo)
“Portfolios são documentos personalizados do percurso de aprendizagem, são ricos e contextualizados. Contêm documentação organizada com propósito específico que claramente demonstra conhecimentos, capacidades, disposições e desempenhos específicos alcançados durante um período de tempo. Os Portfolios representam ligações estabelecidas entre acções e crenças, pensamento e acção, provas e critérios. São um meio de reflexão que possibilita a construção de sentido, torna o processo de aprendizagem transparente e a aprendizagem visível, cristaliza perspectivas e antecipa direcções futuras.” (Jones & Shelton, 2006: 18-19)